# Hermannia stricta
Hermannia stricta es una especie de arbusto perteneciente a la familia de las malváceas. Es originaria de Sudáfrica.

## Descripción
Es un arbusto ramificado, glabro o glandular; con las hojas obovado-cuneadas, inciso-dentadas, con lóbulos obtusos, estípulas pequeñas, lanceoladas u ovadas. Las flores son grandes, con forma de embudo, colgantes, de color rojo ladrillo, dulcemente perfumadas.

## Sinonimia
- Mahernia stricta E.Mey. ex Turcz. (1858) basónimo[1]